# داريل سيمز
داريل سيمز (بالإنجليزية: Darryl Sims)‏ هو لاعب كرة قدم أمريكية أمريكي، ولد في 23 يوليو 1961 في وينستون-سالم في الولايات المتحدة.

## وصلات خارجية
- داريل سيمز على موقع مرجع كرة القدم المحترفة.كوم (الإنجليزية)